# Gara Oradea
Gara Centrală din Oradea (în maghiară Nagyvárad Központi Pályaudvar) a început să fie construită prin punerea pietrei de temelie la 27 mai 1857 în prezența împăratului Franz Josef al Austriei și a soției sale Elisabeta de Wittelsbach (Sissy).
Încă de la sfârșitul veacului al XIX-lea, Oradea a avut alte două gări în afară de cea centrală, anume Gara Velența (actuala Oradea-Est) care a servit tot mai mult ca triaj pentru traficul de marfă, și Gara Ioșia (în maghiară Őssi pu.). 
Primele dorințe ale orădenilor de a avea acces la linia ferată au fost exprimate clar încă în luna iunie 1849, atunci când consiliul local al Oradei, într-una din ședințele sale, a cerut printr-un memorandum, de la ministerul de resort, ca linia ferată Pesta-Cluj ce urma să fie construită, să treacă și prin Oradea. Spre avantajul orădenilor a fost faptul că linia dreaptă ce unea Pesta de Cluj trecea prin Oradea. Totuși, a mai trebuit să treacă aproape un deceniu până la realizarea proiectului. 
Gara Mare din Oradea a fost construită în 1868-1870 și cuprindea, la început, corpul central în care se află azi biroul de mișcare, sălile de așteptare, holul cu casele de eliberare a biletelor și restaurantul. Ridicarea ei era legată de un plan mai larg care prevedea legarea printr-o cale ferată cele două capitale: București și Budapesta, din care prima etapă a fost realizarea tronsonului până în localitatea brașoveană Timișu de Sus (Vama Timiș), ultima localitate din Imperiul Austro-Ungar pe acest traseu.
În 1913 1.378.147 de călători au tranzitat această gară. 
Clădirea, așa cum se prezintă ea astăzi, datează din anul 1902, atunci când arhitectul Kálmán Rimanóczy Sr. și inginerul Vilmos Rendes, au proiectat și condus lucrările de extindere ale corpului de clădire deja existent, noile construcții apărând în prelungirea extremelor acestuia. În vara anului 1901 s-a modificat și clădirea inițială. S-au amenajat două săli de așteptare, un restaurant si holul central cu ghișeele de bilete.
Deși, de-a lungul anilor, volumetria clădirii s-a păstrat, totuși în cursul repetatelor renovări, o serie întreagă din elemente decorative neoromantice inițiale s-au pierdut.